# PGC 35202
LEDA/PGC 35202 ist eine Spiralgalaxie vom Hubble-Typ Sd im Sternbild Löwe an der Ekliptik. Sie ist schätzungsweise 32 Millionen Lichtjahre von der Milchstraße entfernt. Gemeinsam mit sechs weiteren Galaxien gilt sie als Mitglied der NGC 3631-Gruppe (LGG 241).
Im selben Himmelsareal befinden sich u. a. die Galaxien NGC 3631 und NGC 3657.